# Teresa Lago
Teresa Lago (nom complet : Maria Teresa Vaz Torrão Lago, abrégé Maria Teresa V. T. Lago), née le 18 janvier 1947 à Lisbonne, est une astrophysicienne portugaise.
Elle est secrétaire générale assistante de l'Union astronomique internationale pour le triennat 2015-2018 puis en est la secrétaire générale pour le triennat 2018-2021.